# Staraholmarna
Staraholmarna är en ö i Finland. Den ligger i Esse å och i kommunen Pedersöre i den ekonomiska regionen  Jakobstadsregionen  och landskapet Österbotten, i den centrala delen av landet, 400 km norr om huvudstaden Helsingfors. Öns area är 1,7 hektar och dess största längd är 340 meter i sydöst-nordvästlig riktning.